# Prosthechea favoris
Prosthechea favoris là một loài thực vật có hoa trong họ Lan. Loài này được (Rchb.f.) Salazar & Soto Arenas mô tả khoa học đầu tiên năm 2001.